# نوار ابزار گوگل
نوار ابزار گوگل یک نوار ابزار بود که اولین بار در سال ۲۰۰۰ برای اینترنت اکسپلورر ۵ منتشر شد و شامل امکاناتی برای جستجو در اینترنت بود.
این محصول در دو نسخه مجزا (برای مرورگر اینترنت اکسپلورر و مرورگر فایرفاکس) عرضه شده بود و امکانات گوناگونی را برای کاربران خود مهیا کرده بود.